# Mađare (Preševo)
Pour l’article homonyme, voir Mađare.
Mađare (en serbe cyrillique : Мађаре ; en albanais : Magjere) est un village de Serbie situé dans la municipalité de Preševo, district de Pčinja. En 2002, il comptait 174 habitants, dont 49 Albanais (28,16 %) et 125 « inconnus » (71,83 %).
En septembre 2011, l'assemblée des députés albanais de Preševo, Bujanovac et Medveđa a incité les Albanais de Serbie à boycotter le recensement prévu pour le mois d'octobre de cette année-là ; de ce fait, aucun chiffre de population n'a été communiqué pour les localités de la municipalité de Preševo.

## Démographie
| 1948 | 1953 | 1961 | 1971 | 1981 | 1991 | 2002 |
| ---- | ---- | ---- | ---- | ---- | ---- | ---- |
| 164  | 190  | 227  | 174  | 158  | 217  | 174  |

|  |